# Anthrenus verbasci
Anthrenus verbasci (Linnaeus, 1767) è un coleottero appartenente alla famiglia Dermestidae (sottofamiglia Megatominae).

## Descrizione

### Adulto
A. verbasci si presenta come un coleottero di piccole dimensioni, infatti non supera i 3,5 mm di lunghezza. È caratterizzato da un corpo tozzo e leggermente ovale e con le zampe molto piccole che possono essere ritratte in alloggi posti nella parte inferiore dell'insetto. Anche il capo è molto piccolo e appare parzialmente nascosto dal torace. Le elitre sono molto grandi, in relazione alle dimensioni del corpo e sono caratterizzate da una serie di colori che conferiscono all'insetto un aspetto marmorizzato. La parte inferiore del corpo si presenta color cenere, con macchie nere in prossimità degli alloggiamenti delle zampe.

### Larva

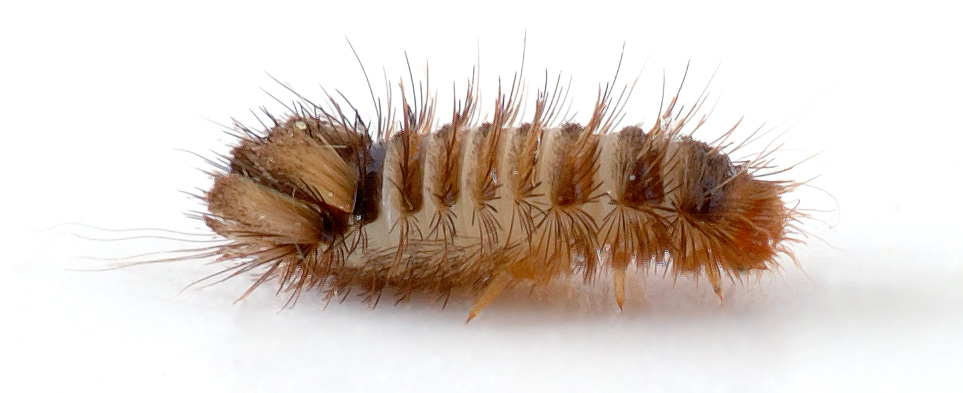
Larva.

Le larve raggiungono i 4,5 mm di lunghezza, poco prima della trasformazione in pupa. Sono completamente ricoperte di peluria che può essere sparsa o raccolta in piccoli ciuffi a seconda della parte del corpo presa in esame.

## Biologia
Le femmine depongono da 20 a circa 200 uova sul substrato di origine animale. Da queste fuoriescono le larve che iniziano immediatamente a nutrirsi del substrato. Continuerà a mangiare per circa un anno compiendo, nel frattempo circa 6 mute (anche se talvolta può accadere che una larva ne compia anche 30). Al termine dello stadio larvale è il momento della trasformazione in pupa da cui sfarfallerà l'adulto nel giro di una settimana, in caso di alte temperature. Quest'ultimo può rimanere nell'involucro pupale anche diversi giorni prima di emergere. Gli adulti si nutrono di fiori ma in caso di condizioni particolarmente difficili, sono in grado di riprodursi anche senza nutrirsi. La loro particolarità è data dalla strategia difensiva: in caso di minaccia ritraggono antenne e zampe sotto al corpo e restano immobili fingendosi morti.

## Distribuzione e habitat
A. verbasci si può rinvenire negli ambienti domestici, nei prati fioriti, in magazzini e musei.